# Kreis (Gebiet)
Kreis ist ein altes Wort für Regionen und Landschaften, das auch heute noch für Verwaltungseinheiten in Gebrauch ist.

## Begriffsgeschichte
Das Wort findet sich schon als althochdeutsch creiʒ und chreiʒ, mittelhochdeutsch kreiʒ für ‚Kreis, das Umfeld (eines Mittelpunkts)‘, frühes Hochdeutsch auch Kreiß. Das Wort steht damit parallel zu Bezirk (altertümlich Zirkel, lateinisch circulus ‚Kreis‘, vgl. auch lateinisch orbis in derselben Bedeutung).
Schon im frühen Mittelalter steht das Wort für Gerichtsbezirk und bezeichnet primär den Ort der Gerichtsverhandlung selbst, wobei aber dahingehend die Worte ahd. ring und ding (vgl. altnordisch thing) häufiger waren.

„waʒ mac diu âventiure sîn
 hie in dises hages kreiʒ?“

Mit der Bezeichnung des Gebiets, auf dem der im Rechtskreis gefällte Spruch verbindlich ist, also der Landschaft und der Leute, die unter dessen Rechtsprechung fallen, geht der Begriff dann schon früh auf das Begriffsfeld Reich (ahd. rîhhi ‚Herrschaft, Territorium‘) über.

„in sînes [des Königs] landes kreiʒen wil ich belîben immer.“

Dann meint es auch die (rechtliche) Verwaltungsgliederungen, hier ist auch die Form mhd. bekraißungen zu finden:

„in des rîches kreiʒen“

Im Unterschied zu Gau, das immer landschaftlich gemeint ist, wird beim Kreis der Aspekt des oberhoheitlichen beibehalten, das Wort geht auch auf die kirchliche Verwaltung und den Gebietsschutz, wie etwa Jagden und bei den Zünften, über.

## Verwendung

### Verwaltungseinheit heute
Kreis im Sinne einer Verwaltungseinheit steht für:
- Kreis und Landkreis, nach deutschem Kommunalrecht ein Gemeindeverband und eine Gebietskörperschaft
- Stadtkreis, eine kreisfreie Stadt in Baden-Württemberg
- Kreis und Verwaltungskreis in der Schweiz, siehe Bezirk (Schweiz)

### Historische Begriffe
Historische Verwaltungsbegriffe:
- Reichskreis, mehrere Landesherrschaften umfassende territoriale Einheit des Heiligen Römischen Reiches (ca. 1500 bis 1806)
- Die Kreise des Königreichs Böhmen ab dem 14. Jahrhundert, Vorläufer der Kraje in Tschechien und der Slowakei.
- Kreis, die Verwaltungsbezirke nach der Verwaltungsreform Maria Theresias ab 1748, an die alten Böhmischen Kreise angelehnt bzw. aus ihnen entwickelt, wurde in den 1860ern durch die Politischen Bezirke ersetzt.
- diverse Gerichtskreise, siehe Kreisgericht
- die frühere Bezeichnung der heutigen Regierungsbezirke in Bayern, siehe Verwaltungsgliederung Bayerns
- eine ehemalige Verwaltungseinheit in Sachsen, siehe Liste der Kreise und sonstigen Gebiete Kursachsens und Kreishauptmannschaft
- eine ehemalige Verwaltungseinheit im Großherzogtum Hessen 1832 eingeführt, siehe Kreis (Hessen-Darmstadt)
- eine ehemalige Verwaltungseinheit im Großherzogtum Baden, siehe Kreis (Baden)
- eine ehemalige Verwaltungseinheit im Kanton Graubünden, siehe unter Bezirk (Schweiz) #Kanton Graubünden

### In Übersetzung
Wortverwendung als Übersetzung analoger fremdsprachlicher Ausdrücke:
- rreth/i, eine ehemalige Verwaltungseinheit in Albanien, siehe Kreise Albaniens
- gun, eine ehemalige Verwaltungseinheit in Japan, in den 1890er Jahren angelehnt an Landkreise reformiert, 1921 abgeschafft, aber bis heute als geographische Einheit genutzt

### Sonstiges
Sonstige Organisationsgebiete (vgl. etwa auch Gau für Regionalgruppen von Vereinen)
- Kirchenkreis, in einigen evangelischen Kirchen ein Zusammenschluss benachbarter Kirchengemeinden